# Yearning (hudební skupina)
Yearning (v překladu z angličtiny touha, bažení) byla finská doommetalová hudební skupina z Riihimäki založená roku 1994 pod názvem Flegeton v sestavě Juhani Palomäki (zpěv/kytara/klávesy) a Toni Kostiainen (bicí), k nimž se posléze přidal Tero Kalliomäki (kytara) a v roce 1995 baskytarista Petri Salo. 
Ke změně názvu na Yearning došlo v roce 1996. Debutové studiové album With Tragedies Adorned vyšlo roku 1997 pod hlavičkou francouzského vydavatelství Holy Records.
Kapela se rozpadla v roce 2010 poté, co zemřel Juhani Palomäki. Celkem má na svém kontě pět dlouhohrajících alb.

## Diskografie

### Dema
Pod názvem Flegeton
- Through the Desolate Lands (1994)
- The Temple of Sagal (1995)

Pod názvem Yearning
- Promo 1996 (1996)

### Studiová alba
- With Tragedies Adorned (1997)
- Plaintive Scenes (1999)[2]
- Frore Meadow (2001)
- Evershade (2003)
- Merging into Landscapes (2007)